# Caswell (Wisconsin)
Caswell es un pueblo ubicado en el condado de Forest en el estado estadounidense de Wisconsin. En el Censo de 2010 tenía una población de 91 habitantes y una densidad poblacional de 0,73 personas por km².

## Geografía
Caswell se encuentra ubicado en las coordenadas 45°40′4″N 88°40′5″O / 45.66778, -88.66806. Según la Oficina del Censo de los Estados Unidos, Caswell tiene una superficie total de 124.15 km², de la cual 123.71 km² corresponden a tierra firme y (0.36%) 0.45 km² es agua.

## Demografía
Según el censo de 2010, había 91 personas residiendo en Caswell. La densidad de población era de 0,73 hab./km². De los 91 habitantes, Caswell estaba compuesto por el 96.7% blancos, el 0% eran afroamericanos, el 3.3% eran amerindios, el 0% eran asiáticos, el 0% eran isleños del Pacífico, el 0% eran de otras razas y el 0% pertenecían a dos o más razas. Del total de la población el 3.3% eran hispanos o latinos de cualquier raza.